# Бирам Ульд Дах Ульд Абейд
Бирам Ульд Дах Ульд Абейд (фр. Biram ould Dah ould Abeid, род. 19 января 1965, Росо, Мавритания) — мавританский правозащитник, борец с рабством. Основатель политической партии «Инициатива за возрождение движения против рабства». Лауреат Премии Организации Объединенных Наций в области прав человека и Front Line Defenders.

## Биография
Бирам Ульд Дах Ульд Абейд родился 19 января 1965 года в городе Росо, на юго-западе Мавритании. Его предки принадлежали к несвободному населению. Его отец был освобожден хозяином своей бабушки и родился свободным. В 1981 году рабство было отменено президентским указом, и таким образом Мавритания стала последней страной, отменившей рабство. Однако, рабство по-прежнему существует в стране.
Учился в Университете Нуакшота и Университете имени шейха Анта Диопа.
После завершения образования, Бирам Дах Абейд стал активно участвовать в деятельности общественной организации по борьбе с рабством «SOS Slaves». В 2008 году он основал политическую партию «Инициатива за возрождение движения против рабства», которую он определил как «организацию народной борьбы» за пост президента.
В декабре 2010 года Бирам Дах Абейд с семью активистами были арестованы за акции протеста за освобождение двух девочек. При задержании Абейд получил травмы колена и головы.
В феврале 2011 года он был приговорён к лишению свободы, а затем помилован президентом Мавритании Мохаммедом ульд Абдель Азизом. В апреле 2012 года во время демонстрации в Нуакшоте он сжёг юридические тексты школы маликитского мазхаба, являющиеся одним из источников исламского права и поощряющим практику рабства. Он был заключён в тюрьму с другими активистами партии и обвинён в подрыве безопасности государства. В организации извинились за инцидент, потрясший общественность и СМИ страны. После четырёх месяцев содержания под стражей и судебного разбирательства, уголовным судом в Нуакшоте было вынесено решение, по которому Бирам Дах Абейд и другие заключенные были освобождены в сентябре 2012 года. После освобождения, Абейд присутствовал на 39-м съезде Транснациональной радикальной партии, проходившем в Чианчиано с 17 по 20 февраля 2011 года.
3 мая 2013 года президент Ирландии Майкл Хиггинс вручил Бираму Дах Абейду премию Front Line Defenders для правозащитников в критической ситуации за 2013 год. Возвращение Абейда домой в Мавританию 15 июня было отмечено большими торжествами.
10 декабря 2013 года в 65-ю годовщину принятия Всеобщей декларации прав человека в Нью-Йорке в Генеральной Ассамблее ООН Бирам Дах Абейд получил премию Премии Организации Объединенных Наций в области прав человека, присуждающуюся каждые пять лет за защиту прав человека.
В 2014 году Бирам Дах Абейд как кандидат принял участие в президентских выборах, на которых сделал ставку на бедняков, но занял второе место с 8,67 %, то есть лишь более 60 тысяч голосов избирателей.